# Legacions papals

Escut d'armes dels Estats Pontificis.

Les Legacions papals, en un sentit territorial, es refereix a certes regions administratives situades nord dels antics Estats Pontificis, i concretament a les ciutats de Bolonya, Ferrara i a la regió històrica de la Romanya.
Aquestes ciutats, després d'haver-se separat dels Estats Pontificis i format part de les efímeres República Cispadana (1796-1797) i República Cisalpina (1797-1802), l'any 1859 a conseqüència de la Segona Guerra de la Independència Italiana van passar a formar part de les Províncies Unides de la Itàlia Central, estat satèl·lit del Regne de Sardenya-Piemont. El 1860 s'incorporaren definitivament a aquest regne mitjançant la celebració d'un referèndum.